# Бакунина, Прасковья Михайловна
Прасковья Михайловна Бакунина (4 (16) мая 1809 — 1880) — русская поэтесса, сестра Евдокии и Екатерины Бакуниных; двоюродная сестра М. А. Бакунина, не оставлявшая попечения о нём во время его заключения в Шлиссельбурге и сибирской ссылки. 

## Биография
Дочь Михаила Михайловича Бакунина, петербургского гражданского губернатора; члена «Беседы любителей русского слова»; от его брака с Варварой Ивановной Голенищевой—Кутузовой. Родилась в Петербурге, крещена 5 мая 1809 года в Морском соборе при восприемстве брата Ивана и сестры Любови.
Получила домашнее образование. В 1820 году вместе с родителями переселилась в Москву.
Изредка с матерью выезжала в Петербург. Была она в столице и зимой 1836—1837 годов, когда происходили события, приведшие к дуэли Пушкина и его гибли. Об этих событиях Прасковья писала письма в Париж к сестре Евдокии. Письма эти были опубликованы. Стареющий князь А. А. Шаховской, друг семьи Бакуниной, в благодарность «молодой девушке, отрывающейся от городских весёлостей, чтобы отвечать на болтливость старика», адресовал ей свои воспоминания в форме писем и «Историю театра» (1840), а также завещал Бакуниной свои литературные труды и архив.
В 1830―1850-е годы среди литературных друзей Бакуниной были Ф. Н. Глинка, на литературных вечерах которого она «выделялась между дамами… по уму и по образованию» и М. А. Дмитриев, посвятивший ей пять стихотворений. В 1840―1850-е гг. публиковала стихи в журналах «Маяк», «Москвитянин», в альманахах «Утренняя заря», «Литературный вечер», «Раут». Бакунина автор либретто оперы А. Н. Серова «Майская ночь» (по повести Н. В. Гоголя). Из прозаических опытов Бакуниной опубликован эпизод из незавершённого романа «Одна из женщин XIX в.» (1842) и «Село Турбай» (1851).
В начале 1860-х годов Бакунина, отойдя от литературы, поселилась в имении Козицыне Тверской губернии с двумя своими сёстрами, помогая младшей, Екатерине, одной из первых русcких сестёр милосердия, участнице обороны Севастополя и соратнице Н. И. Пирогова, в устройстве на их общие небольшие средства крестьянской лечебницы. Похоронена в семейной усыпальнице в селе Прямухино Тверской губернии.
Стихотворения: «Гроза» (1840), «Сияло утро обновленьем» (1840), «Море» (1840), «Рождение незабудки» (1841), «Два дня» (1841), «Ответ А. В. Зражевской» (1842), сказание в стихах «Иулиания Никомидийская» (1842), «Ф. Н. Глинке» (1844), «Над Кореизом небо ясно» (1851), «Воспоминания о священно-архимандрите Макарии, основателе Алтайской миссии» (1860), «Три вечера в Иерусалиме, в царствование Юлиана» (1864), «Ты в каждый миг и дня и ночи».